# Рупп, Райнер
Райнер Вольфганг Рупп (нем. Rainer Wolfgang Rupp; род. 1945, Зарлуи) — дипломированный экономист и публицист, разведчик, работавший под оперативным псевдонимом «Топаз» в интересах ГДР и Варшавского договора.

## Биография
Райнер Рупп вырос в Саарбурге недалеко от Трира. Классический представитель поколения 60-х, планировавший работать в развивающихся странах, в студенческие годы в Майнце попал в поле внимания главного управления разведки Министерства государственной безопасности ГДР, которая завербовала его в 1968 году. С 1969 года Рупп работал на разведку ГДР в Брюсселе. В 1970 году он познакомился с гражданкой Великобритании Энн-Кристин Боуэн, на которой женился в 1972 году. 15 января 1977 года он поступил на службу в политический отдел директората экономики НАТО. Сначала ему был присвоен псевдоним «Мозель», а в 1979 году Мозель стал «Топазом». В 1980 году в семье Руппа родился первый ребёнок, на этом закончилась агентурная работа жены Руппа, у которой был псевдоним «Бирюза».
В последующие двенадцать лет агент Топаз, находившийся внутри НАТО, передавал в службу внешней разведки ГДР важнейшие сведения самой высокой степени секретности. Наиболее значимым из них был документ «МС 161» под грифом «Cosmic Top Secret», в котором обобщались сведения, имевшиеся в НАТО о Варшавском договоре и его военных стратегиях. В 1989 году с распадом Восточного блока закончилась и агентурная деятельность Руппа. Он был разоблачён только после расшифровки документации министерства государственной безопасности ГДР.
30 июля 1993 года Рупп и его жена были арестованы в Саарбурге и приговорены Верховным судом земли в Дюссельдорфе соответственно к двенадцати годам и двадцати двум месяцам тюремного заключения. Рупп отбывал наказание в Зарлуи и был досрочно освобождён 27 июля 2000 года. В настоящее время работает на газеты «Юнге Вельт» и «Нойес Дойчланд».